# Spathius opis
Spathius opis är en stekelart som beskrevs av Nixon 1943. Spathius opis ingår i släktet Spathius och familjen bracksteklar. Utöver nominatformen finns också underarten S. o. rufovariegatus.